# 董貴人

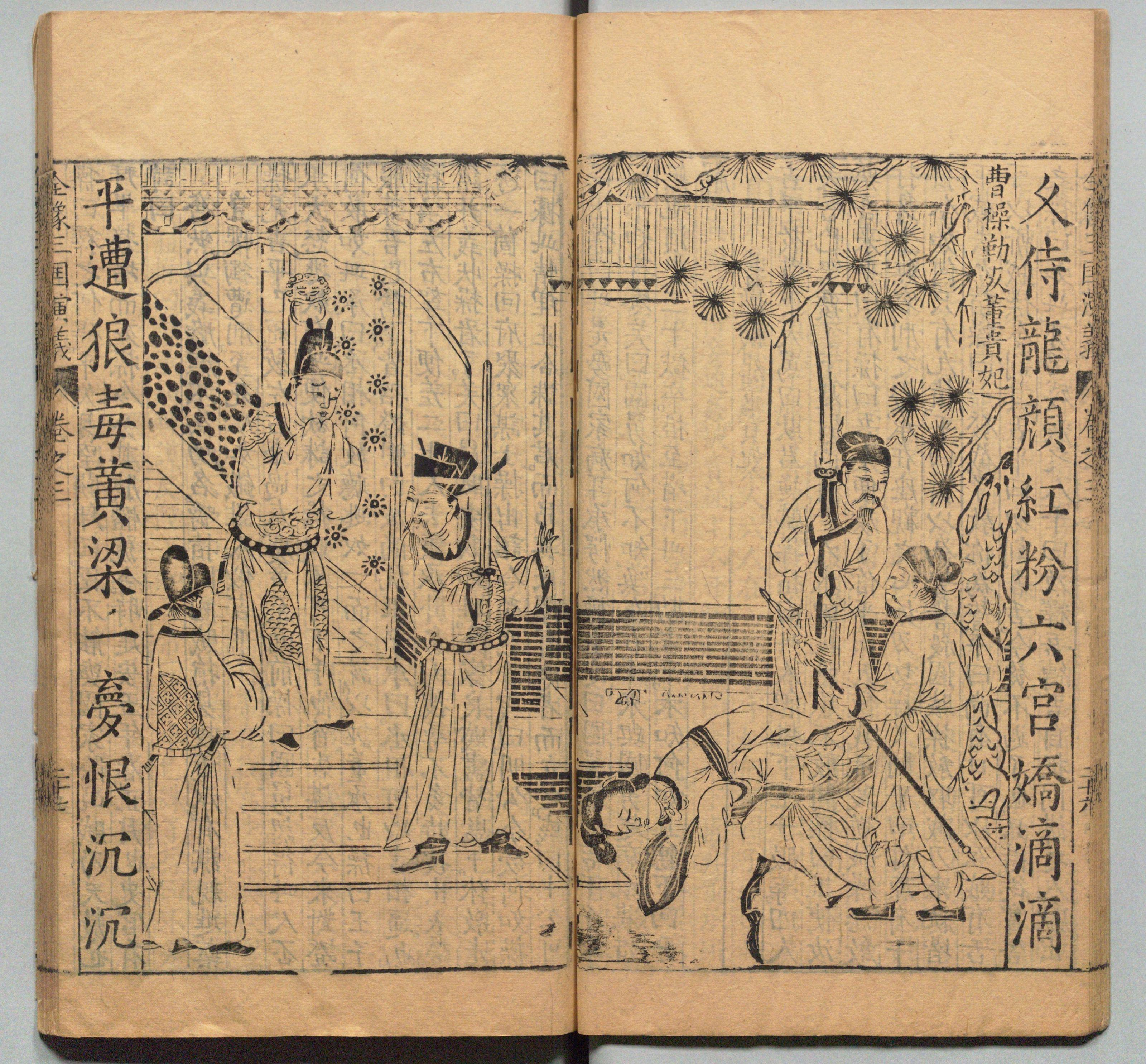
周曰校插图版《三国志通俗演义》中的曹操杀死董贵人

董贵人（2世纪—200年），名不详，是董承的女儿，汉献帝刘协的妃子，孝仁皇后的侄孙女。东汉建安五年（200年），董贵人的父亲董承与王子服密谋誅杀权臣曹操，这就是著名的衣带诏事件。后来衣带诏事件失败，董承、王子服等都被杀害，当时董贵人怀有身孕，汉献帝为董贵人求情，请求赦免董贵人，但曹操不许，董贵人旋即被杀害。

## 评价
- 罗贯中：“春殿承恩亦枉然，伤哉龙种并时捐。堂堂帝主难相救，掩面徒看泪涌泉。”

## 影視
- 2010年電視劇《三國》：白薈
- 2017年电视剧《大軍師司馬懿之軍師聯盟》：谈莎莎
- 2018年電視劇《三國機密之潛龍在淵》：王藝諾